# Крупи (Західнопоморське воєводство)
Крупи (пол. Krupy) — село в Польщі, у гміні Дарлово Славенського повіту Західнопоморського воєводства.
Населення — 359 осіб (2011).

## Демографія
Демографічна структура станом на 31 березня 2011 року:
|          | Загалом | Допрацездатний вік | Працездатний вік | Постпрацездатний вік |
| -------- | ------- | ------------------ | ---------------- | -------------------- |
| Чоловіки | 190     | 48                 | 127              | 15                   |
| Жінки    | 169     | 37                 | 97               | 35                   |
| Разом    | 359     | 85                 | 224              | 50                   |